# Sant Vicenç de Viladasens
L'església parroquial de Sant Vicenç de Viladasens és situada al centre de la població de Viladasens a l'esquerra de la riera de Cinyana. És una obra protegida com a bé cultural d'interès local.

## Història
És esmentada en un document de l'any 1046 en la venda d'un alou situat dins la parròquia de Viladasens feta pels esposos Silvi i Adalès a Seguer Onofret i Bremon Ramon. L'any 1054 un clergue de nom Guitart donà unes possessions a la canònica de Girona, entre les quals hi havia un alou situat a la parròquia de Viladasens. L'any 1058, la comtessa Ermessenda feu una restitució de béns a la canònica de Girona, entre els quals l'«ecclesiam Vilam de Asinis». L'any 1094, Alba i els seus fills cediren a la canònica el sagrer que tenien al costat de l'església de Sant Vicenç de Viladasens. Hi ha diverses notícies al segle xii, entre les quals la compra que feu Pere, clergue de «Sancti Vicentii de Villa Asinorum» l'any 1181.
Al principi del segle xiii consta (1210), que Arnau de Llers restituí al bisbe Arnau de Creixell els drets que percebia a diferents llocs de la diòcesi, entre els quals «Villa asinorum». La intervenció del cavaller Bernat II de Foixà que tenia pel bisbe els delmes de Sant Vicenç de Viladasens, del castell de Foixà, i de Gaüses. L'any 1320 el bisbe Pere de Rocabertí signà a l'Almoina del Pa de la seu de Girona, uns delmes a Viladasens i altres llocs. A la façana principal hi ha una làpida amb inscripció de caràcter gòtic datada l'any 1323. El 1382 el bisbe Bertran de Mont-rodon amortitzà a cens de 25 sous un terç del delme de Viladasens, ja que els administradors de l'Almoina del Pa el compraren a Bernat de Santmiquel, donzell de Corçà, per 8000 sous. L'església figura en les «Rationes decimarum» (registre de delmes recollits per les autoritats eclesiàstiques) dels anys 1279 i 1280, les llistes de l'any 1362 compreses al «Llibre verd dels feus» de la seu, en nomenclàtors diocesans de finals del segle xiv i del segle xvii.

## Arquitectura
L'església actual és de grans dimensions i pràcticament un edifici barroc, si bé conserva parts de l'edifici romànic original integrades a l'edifici actual. Altres elements romànics foren usats com a material de construcció. De l'edifici original resta visible la façana de ponent, alterada per la construcció de la portada i el campanar. S'hi conserva una finestra de doble esqueixada amb arquivolta suportada per dues columnes i centrada al pinyó de la façana original, encara visible al parament. A la part nord d'aquesta façana hi ha un ull de bou fet amb dovelles estretes i actualment paredat que permet suposar, juntament amb la gran amplada de la façana, que el temple tenia tres naus. Al cantó nord-est hi ha un cos rectangular d'aparell propi de la construcció original que devia ser, probablement, el braç d'un transsepte. L'església pertanyeria a la tipologia de pla basilical de tres naus amb transsepte. L'aparell de les parts romàniques conservades és de carreus de pedra sorrenca ben tallats formant filades regulars, dins les formes constructives de l'arquitectura del segle xii. Fou modificada els segles XVII-XVIII. Les dates que s'observen a la façana, 1748 a la llinda de la porta i 1820 damunt de l'òcul, denoten el llarg espai de temps que durà l'obra.

## Escultura romànica
La finestra de la façana occidental ha mantingut el mainellat in situ, amb els seus dos capitells. També és al seu lloc original la petita creu en relleu del remat d'aquest frontis. Els altres elements d'escultura que s'han conservat són tots fora del seu emplaçament originari. Hi ha altres dos capitells que es guarden a l'estança que serveix de despatx parroquial. Avui són solts. Havien estat col·locats, ja fora del seu context, en una de les finestres que s'obren al costat de migdia del terrabastall o golfes que hi ha damunt la nau de l'església, del segle xviii, un a cada costat de la llinda. A l'interior del temple hi ha altres dos relleus. En la reconstrucció hom els col·locà a les arrencades de l'arc presbiteral, un a cada costat, on encara es troben. Han estat netejats e la capa de calç i pintura que els cobria. cal situar l'escultura de Viladasens cap a final del segle xii, o bé ja dins el segle xiii. La datació s'ajusta, com és lògic, a la indicada per a les restes de l'edifici al qual pertanyien els
relleus i capitells.

## Curiositats
La porta d'entrada al temple i part de la façana van ser utilitzades d'escenari per al videoclip No soy para ti del grup musical catòlic Flos Mariae, les quals vivien per la zona abans de finals del 2020.